# George Davis Snell
George Davis Snell (geboren am 19. Dezember 1903 in Bradford, Massachusetts, USA; gestorben am 6. Juni 1996 in Bar Harbor, Maine, USA) war ein amerikanischer Biologe, der sich als Genetiker vorwiegend mit der Immunologie und Transplantationsmedizin beschäftigte. 1980 erhielt er den Nobelpreis für Medizin und Physiologie gemeinsam mit Baruj Benacerraf und Jean Dausset für die Entdeckung genetisch bestimmter zellulärer Oberflächenstrukturen, von denen immunologische Reaktionen gesteuert werden. 1976 war er mit einem Gairdner Foundation International Award und 1978 mit dem William B. Coley Award ausgezeichnet worden.

## Leben
George Davis Snell wurde 1903 in Bradford geboren. Er studierte ab 1922 Biologie am Dartmouth College und ab 1926 Genetik an der Harvard University, wo er bis 1928 vor allem die Anwendung der Mendelschen Vererbungslehre an Säugetieren erforschte. Hier promovierte er 1930 und er erhielt seinen ersten Lehrauftrag im folgenden Jahr an der Texas University in Austin. 1934 ging er an das zur damaligen Zeit führende Labor zur Erforschung der Genetik von Säugetieren, dem Rsocoe B. Jackson Memorial Laboratories in Bar Harbor. Hier war er von 1946 bis 1956 als Professor und von 1957 bis zu seinem Ruhestand 1969 als Leiter der Laboratorien tätig. 1952 wurde er in die American Academy of Arts and Sciences gewählt, 1970 in die National Academy of Sciences und 1982 in die American Philosophical Society.

## Werk
George Davis Snell und seine beiden mit ihm ausgezeichneten Kollegen beschäftigten sich maßgeblich mit der immunologischen Verträglichkeit von Geweben nach Transplantationen. Benacerraf, Snell und Dausset konnten in ihren Experimenten nachweisen, dass diese Immunfaktoren genetisch fixiert sind. Sie sind maßgeblich dafür verantwortlich, dass es experimentell möglich ist, diese Faktoren zu untersuchen, da sie nachweisen konnten, dass sich auch auf den weißen Blutkörperchen, den Leukozyten die gleichen Faktoren befinden wie bei anderen Körperzellen. Dadurch konnte ein Immunfaktorensystem entwickelt werden, welches ähnlich den Blutgruppensystemen funktioniert und bei dem Abwehrreaktionen bereits durch Tests mit Patientenblut durchgeführt werden können.
Snell identifizierte vor allem die Gene, die für die Annahme und Abstoßung körperfremder Gewebe zuständig waren, während Benacerraf und Dausset an der Aufklärung biochemischer Schlüsselmoleküle in diesem Histokompatibilitätskomplex beteiligt waren.